# جمهوری جزایر سبعه مجتمعه
جمهوری جزایر سبعه مجتمعه (یونانی: Ἑπτάνησος Πολιτεία، ایتالیایی: Repubblica Settinsulare، ترکی عثمانی: جزاییری صبای موجتمیا جومهورو)؛ جمهوری جزایری بود که در فاصلهٔ سال‌های ۱۸۰۰ تا ۱۸۰۷ میلادی زیر نظر امپراتوری‌های عثمانی و روسیه در جزایر ایونی تشکیل شده‌بود. این جمهوری جایگزین دپارتمان‌های فرانسوی یونان شده‌بود. این نخستین بار پس از سقوط امپراتوری روم شرقی در ۱۴۶۰ میلادی بود که یونانی‌ها می‌توانستند دارای یک دولت خودمختار شوند.
هفت جزیرهٔ اصلی تشکیل‌دهندهٔ این جمهوری عبارت بودند از:
- کورفو
- پاکسوس
- لفکادا
- سفالونیا
- ایتاکا
- زاکینتوس
- کیثیرا